# 畢夏普博物館
畢夏普博物館（英語：Bishop Museum），全稱伯尼斯·寶拉希·畢夏普博物館，是一座位於美國夏威夷州歐胡島檀香山卡利希區的博物館，它被正式指定為夏威夷州自然與文化歷史博物館。該博物館始創於1889年，自此成為夏威夷地區最富盛名的文化機構之一。
該博物館不僅全面展示夏威夷的文化物品，更在藏品的範疇上取得了極大的成就。它擁有世界上最大的玻里尼西亞文化文物和自然歷史標本收藏，這使其成為夏威夷地區最重要的文化資源之一。在自然歷史方面，博物館匯聚了超過2400萬件標本，其中昆蟲學部分單獨收納了逾1350萬個標本，堪稱美國第三大的昆蟲標本收藏機構。此外，博物館對於太平洋地區的研究具有特殊的意義，因此其太平洋植物標本館的索引標誌代碼「BISH」在引用植物標本索引時得以廣泛應用。博物館的綜合館區亦備有理查德·T·馬米亞科學探險中心。

## 歷史

### 創立

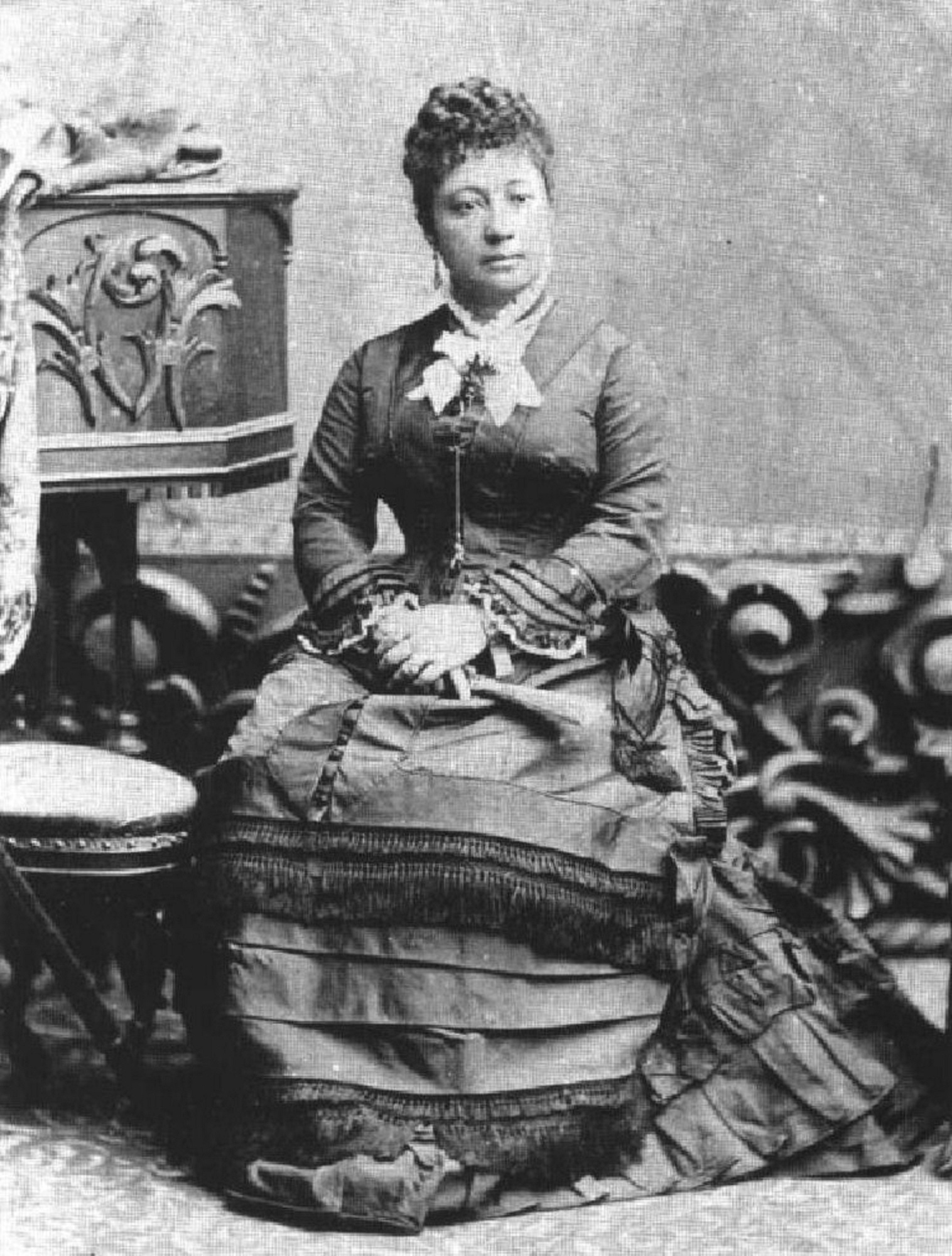
伯尼斯·寶拉希·畢夏普，他的丈夫查爾斯以他的名字創建了博物館，以保存妻子去世後所擁有的家族寶物。

查爾斯·里德·畢夏普是一位商人和慈善家，他與他人共同創辦了第一夏威夷銀行和卡美哈梅哈學校。為了紀念他已故的妻子伯尼斯·寶拉希·畢夏普，他建造了這座博物館。伯尼斯·畢夏普出生於皇室家庭，是卡美哈梅哈王朝的最後合法繼承人。該王朝在1810年至1872年間統治了夏威夷王國。因此，畢夏普創辦博物館的初衷，是為了能夠在一個場所展示他妻子的皇室血統所傳承下來的家族寶物。
畢夏普聘請威廉·塔夫茨·布里格姆作為博物館的首位館長，他在博物館的領導職務上服務了許多年，直至在1918年退休。
該博物館原建於卡美哈梅哈學校原本的男校區，該學校是根據公主的遺願建立的，旨在造福夏威夷的夏威夷族孩子就學；他曾在遺囑中詳細說明了這一點。1898年，畢夏普在校園內興建了夏威夷廳和波利尼西亞廳，這兩座建築以理查森羅馬式建築風格為特色，被《檀香山廣告報》報紙譽為「檀香山最崇高的建築」。
時至今日，兩個展廳已被列入國家史蹟名錄。夏威夷大廳內展示了一個完整的抹香鯨骨架，上方懸掛著一個紙漿塑像。牆壁上陳列著珍貴的寇阿相思樹木櫃，這種木材的價值如今已超越了最初的畢夏普博物館建築本身。

### 凱米洛亞探險隊

1966年的畢夏普博物館館舍

1924年，美國百萬富翁梅德福德·羅斯·凱倫（Medford Ross Kellum）投入一次科學考察遠征，特地配備了一艘前桅横帆三桅船。甚至連船的命名「凱米洛亞」（Kaimiloa）都完全交由檀香山的科學界決定。
該遠征的目標在於對當時太平洋中許多無法進入的地區進行為期五年的探索。在畢夏普博物館的主持下，一組夏威夷科學家加入了探險隊的行列：包括植物學家格里特·P·懷爾德（Gerrit P. Wilder）、歷史學家懷爾德女士、民族學家肯尼斯·埃莫里、作家和插畫家{{link-en|阿姆斯壯·斯佩里|Armstrong Sperry』』，以及史丹利·鮑爾博士（Dr. Stanley Ball）。
凱米洛亞號具有完整的漂浮實驗室功能，瓶子、箱子和盒子被儲存於船部下層，此外還備有用於昆蟲和植物標本的保存劑，以及畢夏普博物館的植物標本。該次遠征的目標包括：
- 收集來自不同島嶼的昆蟲、植物、礦物、考古學和民族學標本，並進行全面的研究。
- 進行魚類和海洋生物的研究。
- 盡可能精確地繪製海洋洋流圖。
- 為美國政府調查和修正島嶼群的地圖。
- 嘗試追蹤波利尼西亞人的起源、語言和遷徙。
- 以攝影記錄當地居民並精確測量他們身體的部分。
- 進行音樂記錄，記錄他們的演講、歌曲和詠唱。
- 探測海底，研究島嶼的形成，以證明當時流行但無根據的理論，即一些太平洋島嶼曾經是大陸的一部分，並形成了一個所謂的「失落大陸」。

### 後期規劃
1940年，卡美哈梅哈學校遷移到了卡帕拉馬的新校區，使得博物館得以在原校區進行擴展。最初為學校建造的畢夏普廳來改為用於博物館館舍。大多數其他學校建築都被拆除，並建造了新的博物館設施。到了1980年代末，畢夏普博物館已經成為波利尼西亞最大的自然和文化歷史機構。
1988年，卡斯爾紀念大樓開始建造。這座大樓於1990年1月13日落成作為主要巡迴展覽使用，理查德·T·馬米亞科學探險中心於2005年11月開幕。該建築設計為兒童學習中心，包括許多關注海洋科學、火山学和相關科學的互動展覽。

## 設施

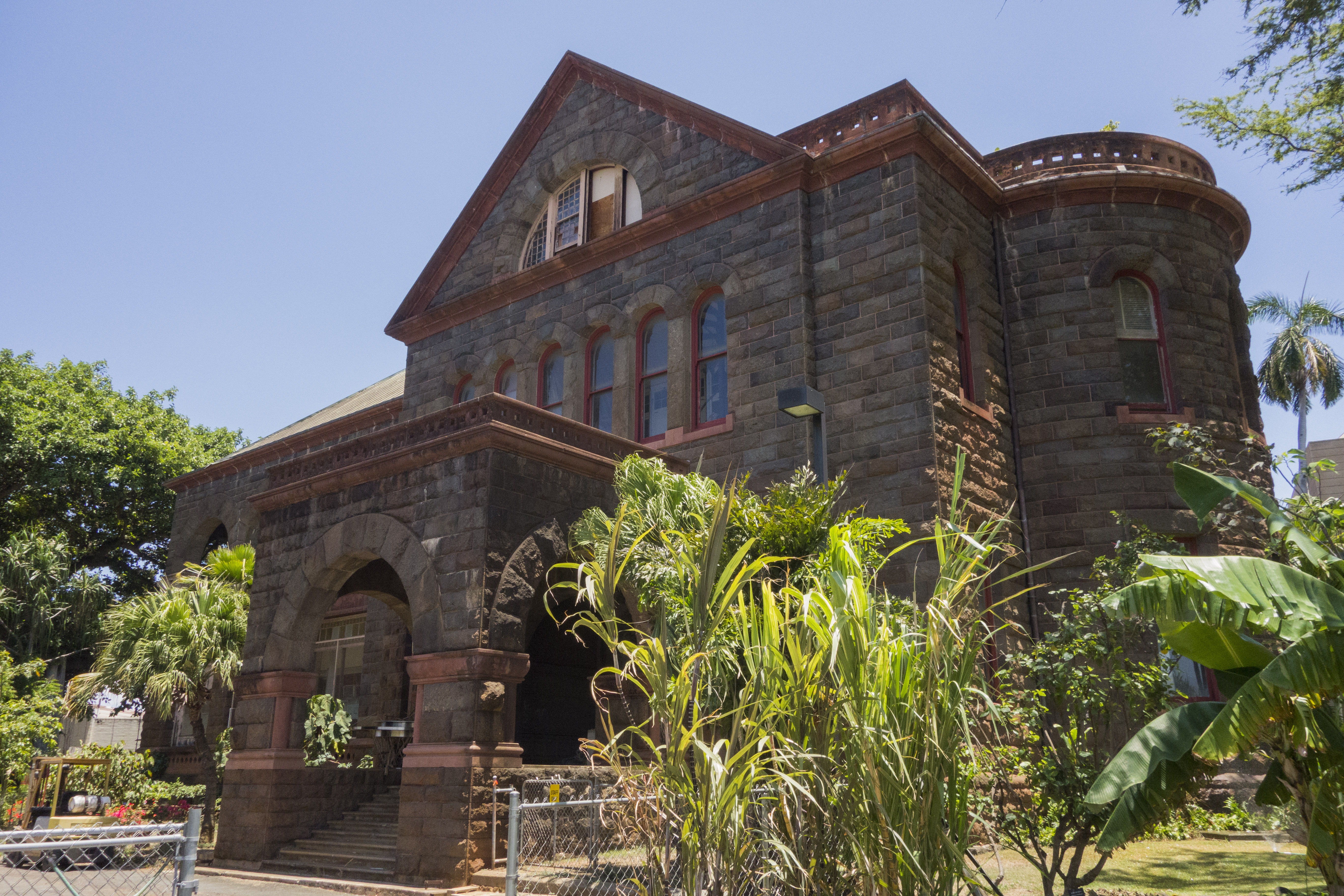
當前的畢夏普廳
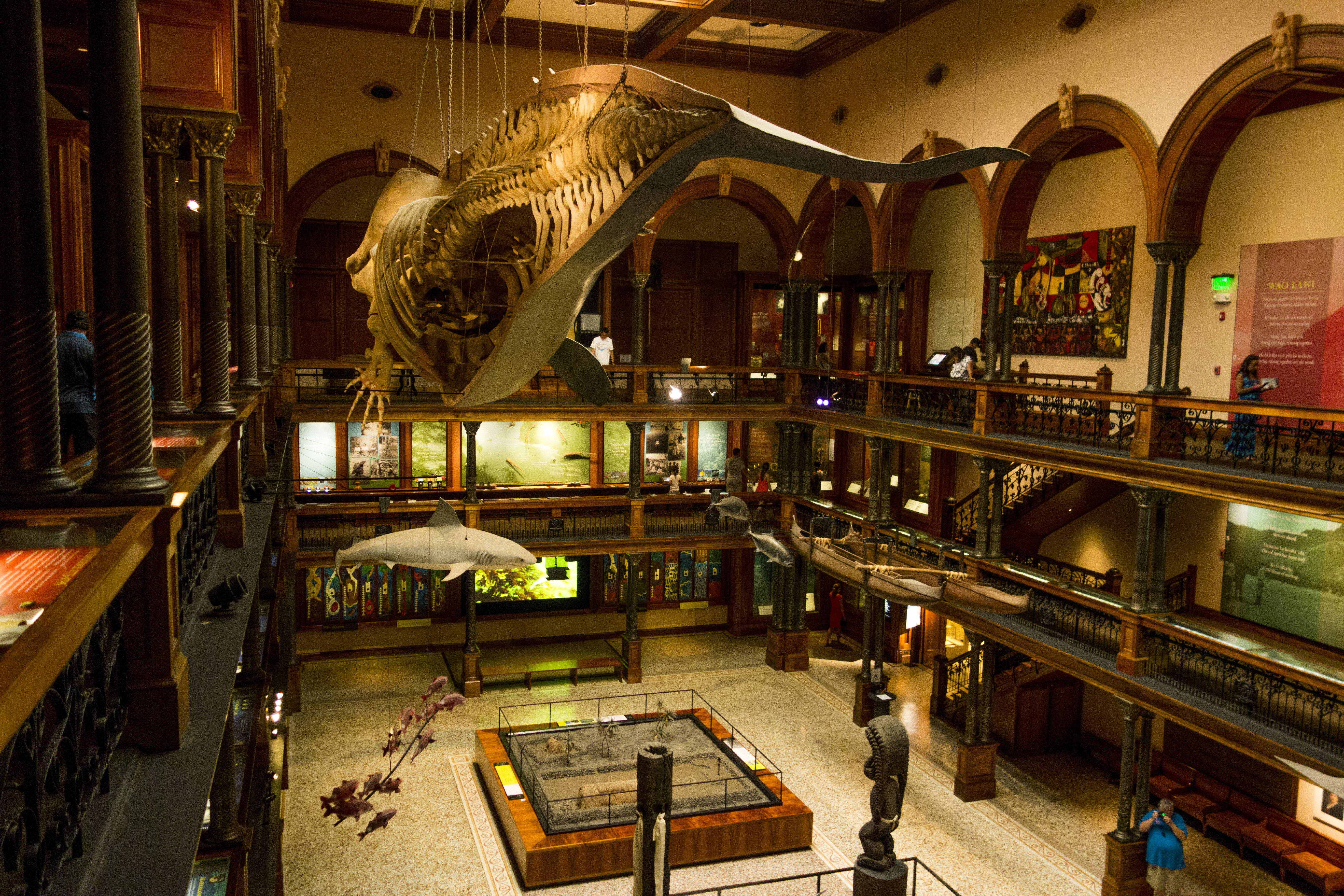
博物館一樓大廳
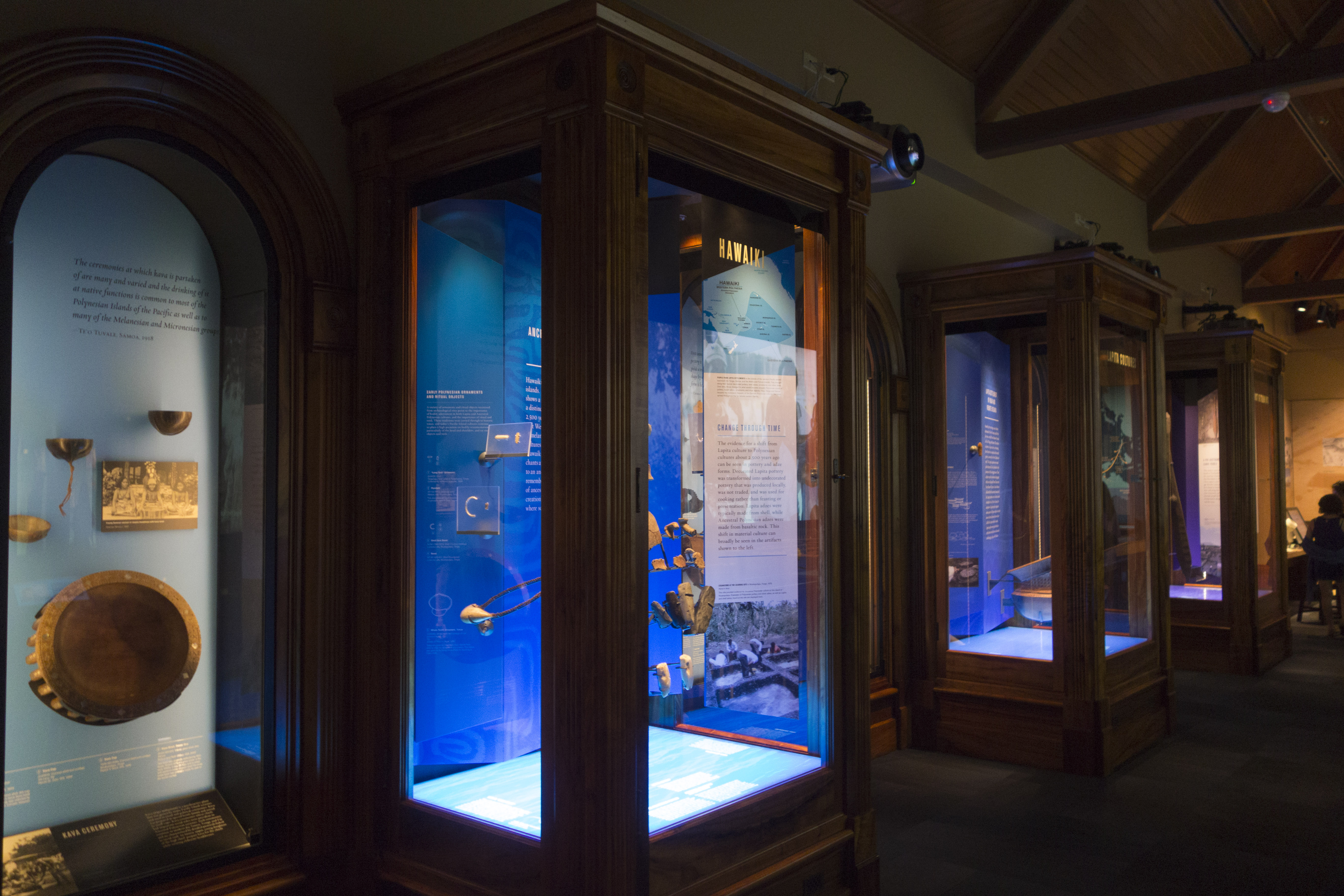
博物館的太平洋大廳
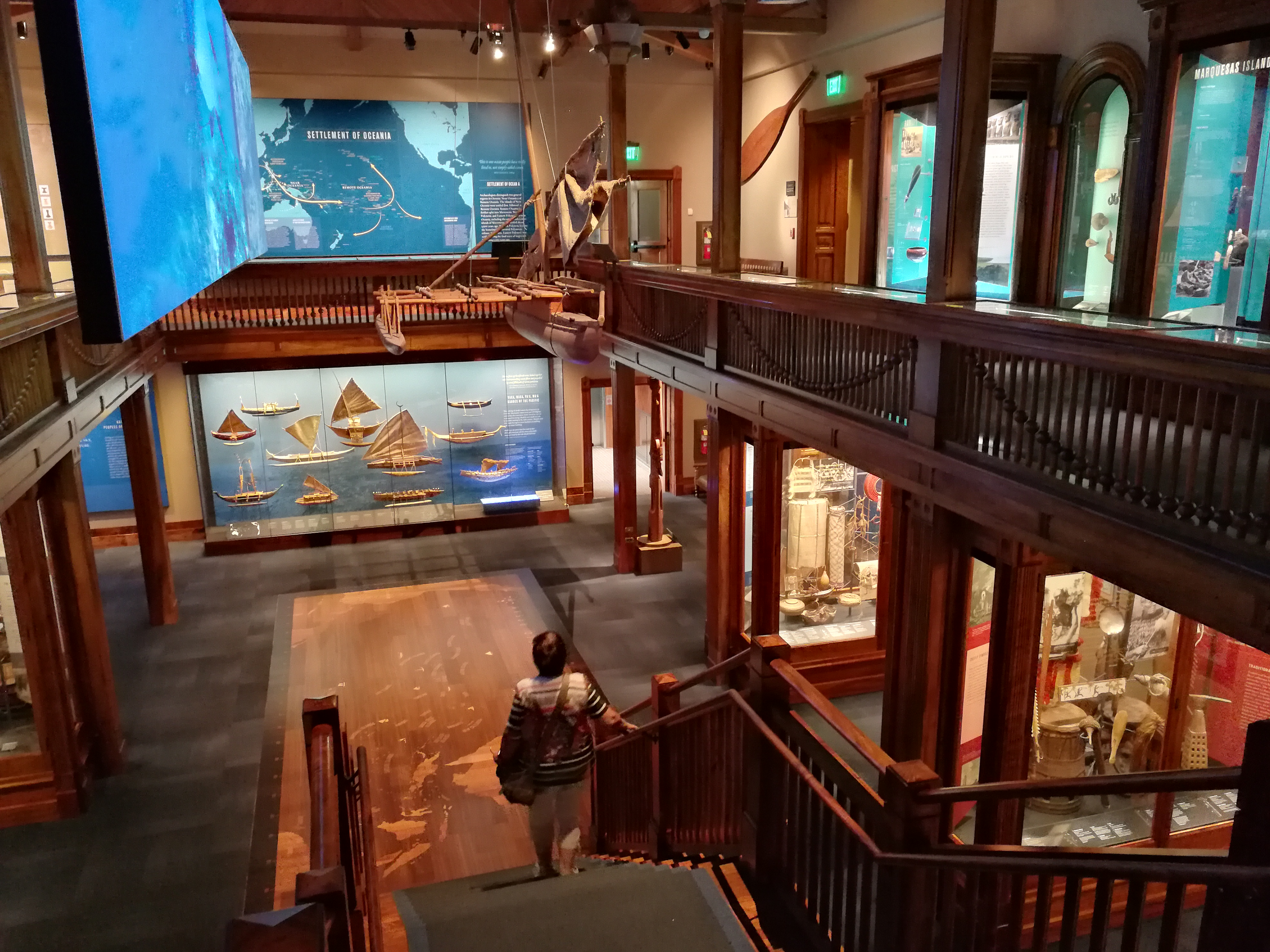
博物館大廳

### 圖書館
博物館圖書館擁有廣泛的收藏，其中包含涵蓋夏威夷和太平洋相關內容的書籍、期刊、報紙以及特藏品。博物館的檔案室內保存著工作人員在太平洋地區進行的廣泛研究成果，同時還收藏有手稿、照片、藝術品、口述歷史、商業錄音和地圖等資料。
最初，畢夏普博物館於1891年6月對公眾開放時，其圖書館僅由幾排書架組成，設於今天的圖畫畫廊內。許多夏威夷的皇族，包括伯尼斯·寶拉希·畢夏普和利留卡拉尼女王，都在畢夏普博物館存放了他們的個人文件。這些收藏中的手稿還包括科學論文、家譜記錄和紀念品。
目前圖書館的書籍收藏約有5萬卷，其主要關注點集中於夏威夷和太平洋地區的文化和自然歷史。尤其在人類學、音樂、植物學、昆蟲學和動物學等學科方面有較深入的研究。此外，圖書館還提供了許多已出版的日記、敘述、回憶錄，以及與18世紀和19世紀夏威夷有關的其他文學作品的存取。

### 機構
當前博物館周遭設有附屬機構，其中在畢夏普博物館園區內設有詹達馬斯·瓦圖穆爾天文館（Jhamandas Watumull Planetarium），此教育和研究設施專注於天文科學，堪稱波利尼西亞最古老的天文館。
同在原校園內的另一建築是保亞希大廳（Pauahi Hall），此處是J·林斯利·格雷西特昆蟲學研究中心的所在地，該中心保存著約1400萬個昆蟲和相關節肢動物的標本，其中包括超過16,500個原型標本。這是美國第三大的昆蟲學收藏，全球排名第八。保亞希大廳作為一個活躍的研究設施，並未對公眾開放。附近的帕基大廳（Pākī Hall）是夏威夷運動名人堂的所在地，內設有博物館圖書館和檔案，向公眾開放。
1992年，夏威夷州立法機構將夏威夷生物調查（HBS）設置為畢夏普博物館的一個項目。HBS的主要任務包括進行調查、收集、清點、研究和維護夏威夷所發現的每種植物和動物的參考標本。截至目前，其收藏中已有超過400萬個標本。
從1988年到2009年期間，畢夏普博物館還管理位於檀香山市中心的夏威夷海事中心。該中心建於檀香山港口的一個曾為皇室家族使用的私人碼頭，是太平洋地區的頂尖海事博物館，擁有與太平洋捕鯨業和夏威夷輪船業相關的文物。畢夏普博物館還管理著艾米·B·H·格林威爾民族植物園，該園專門研究夏威夷原生種植物。
自1920年以來，太平洋科學協會（PSA）秘書處就設在畢夏普博物館，該協會成立於該年，是一個獨立的區域性、非政府、學術性組織，旨在推動亞太地區可持續發展的科學和技術。

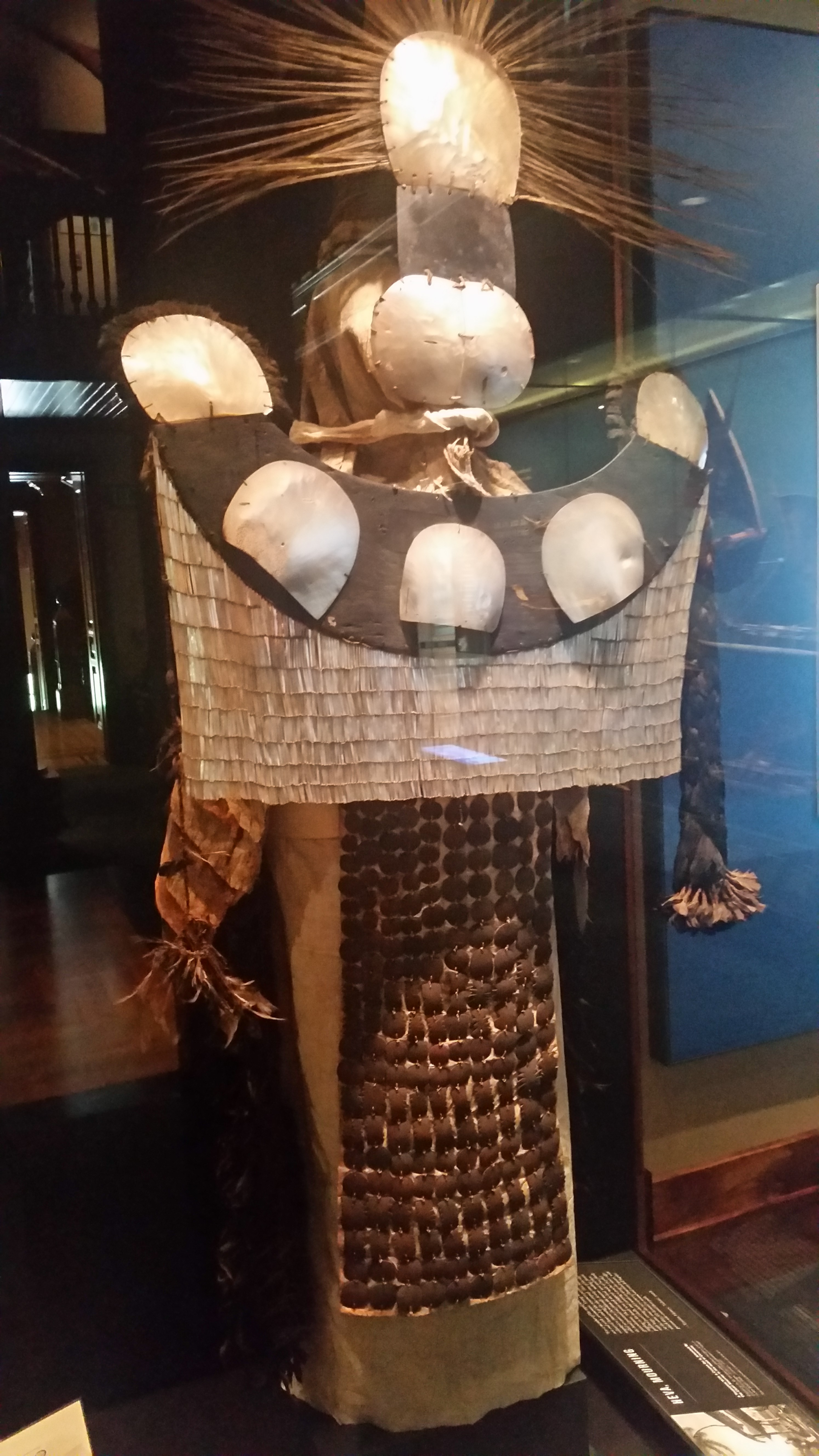
博物館展出的塔希提帕雷（Tahitian Parae）或首席哀悼者服裝
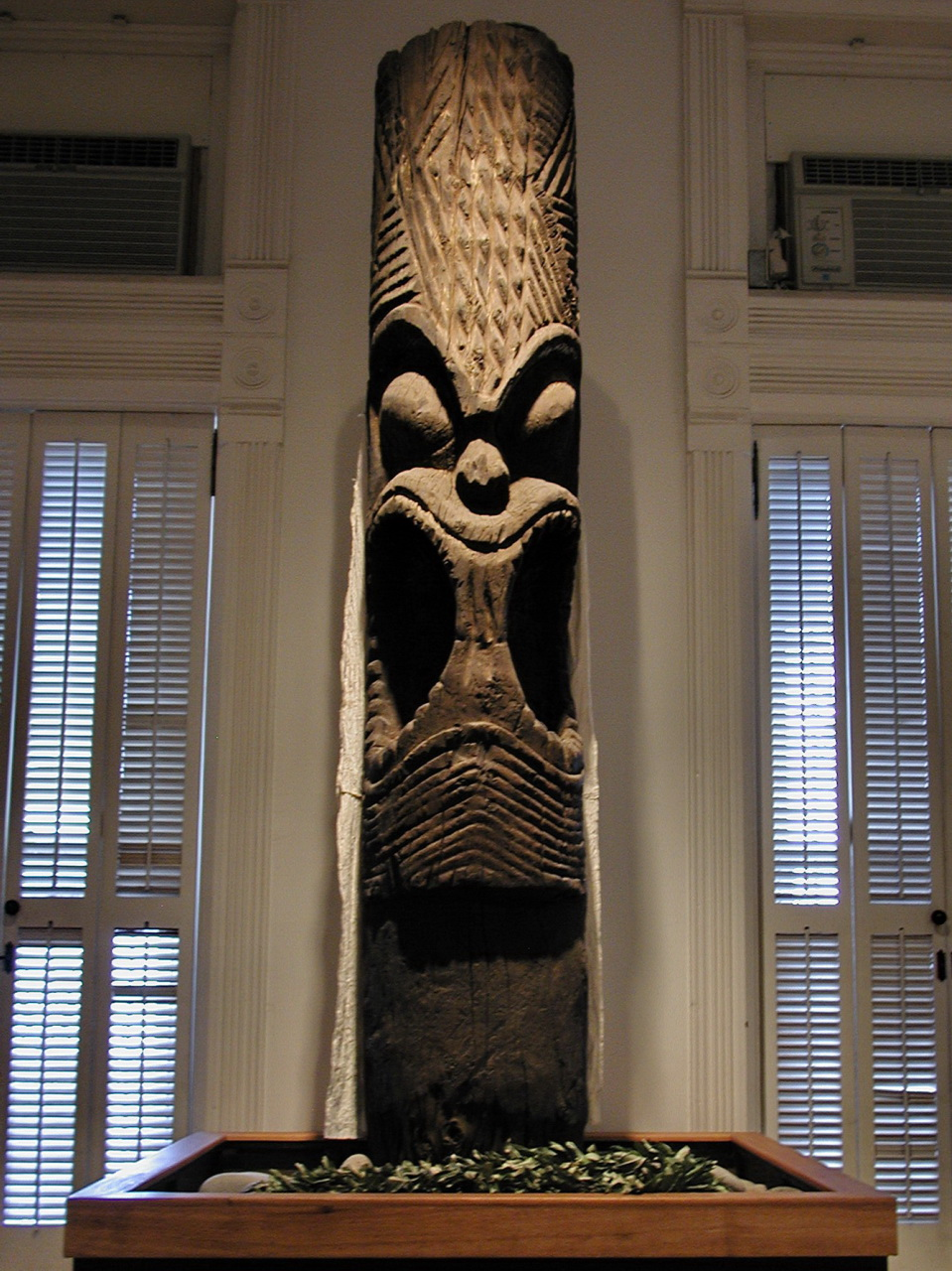
博物館展示的蒂基（英语：Tiki）神像雕刻
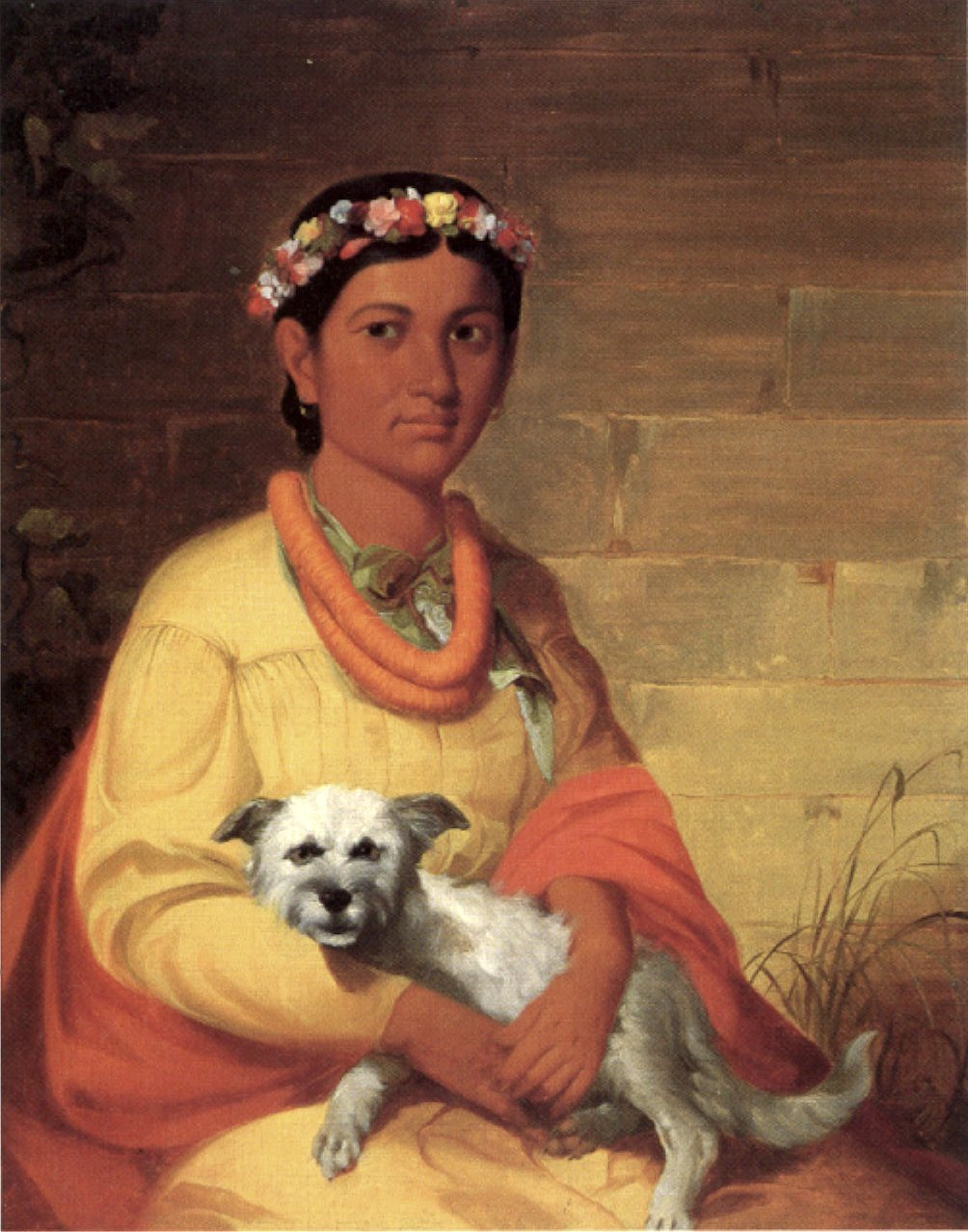
博物館保存的布面油畫《夏威夷女孩與狗》，約翰·米克斯·斯坦利（John Mix Stanley）於1849年創作
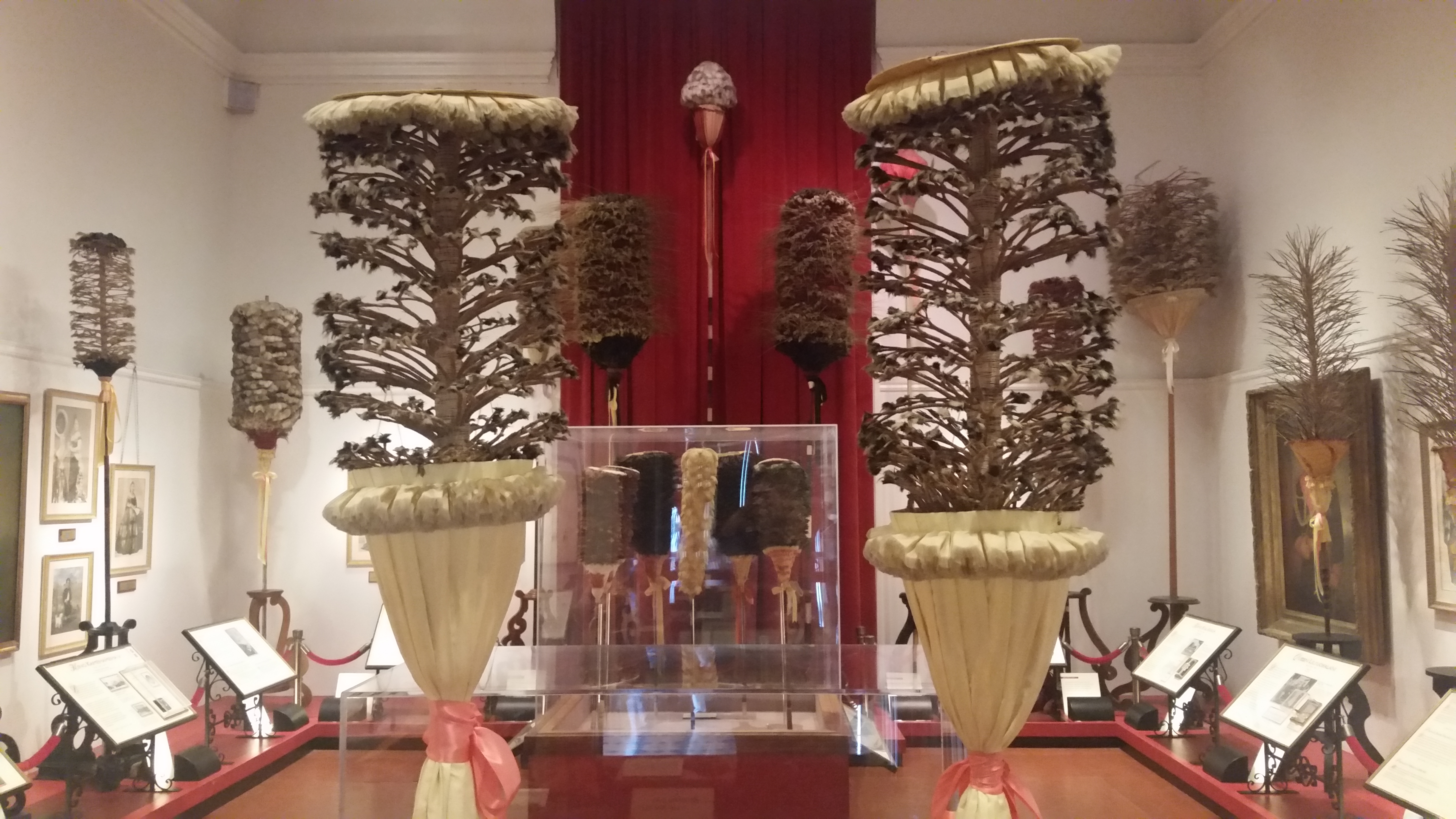
卡希利室
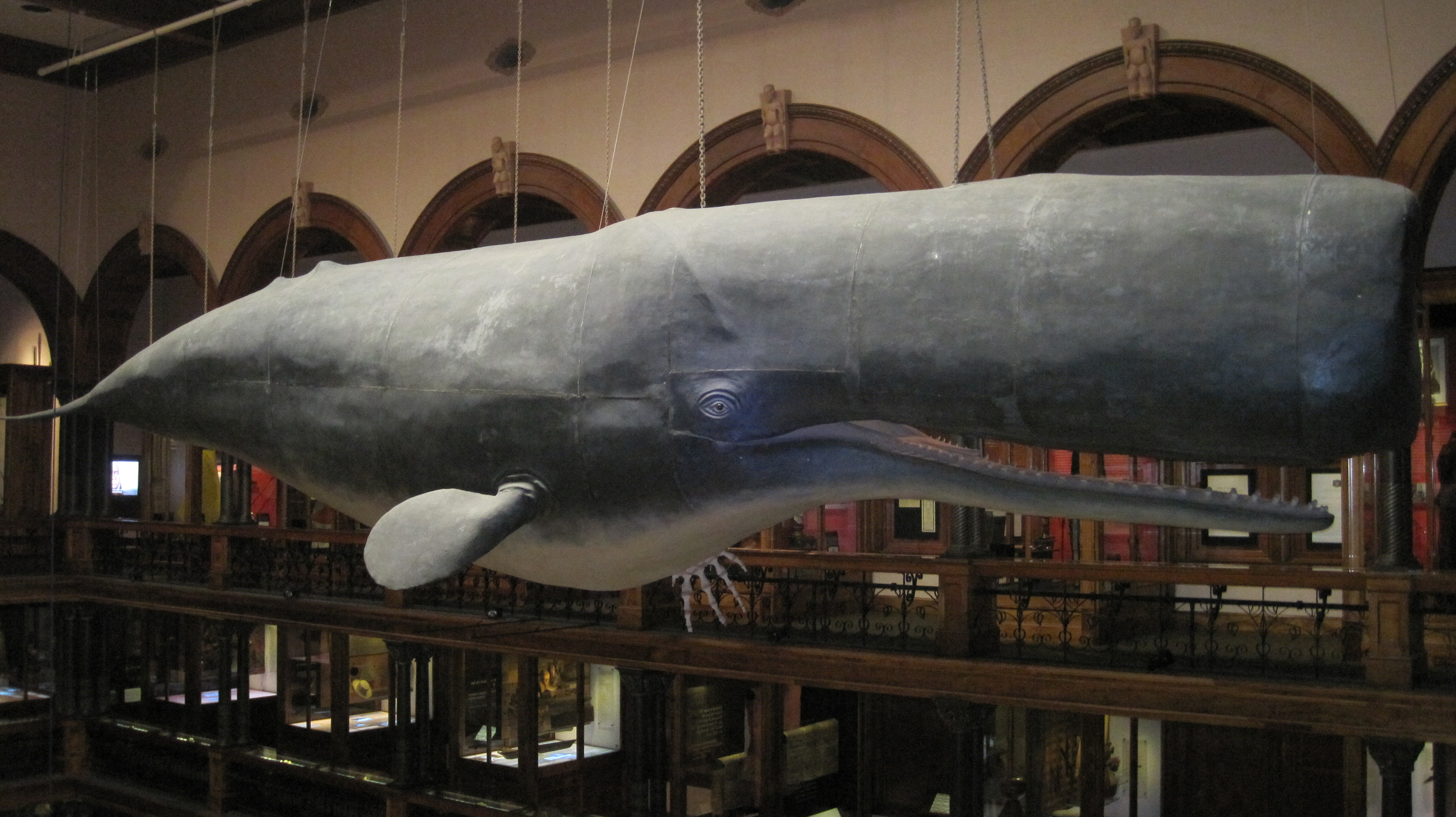
博物館的抹香鯨模型
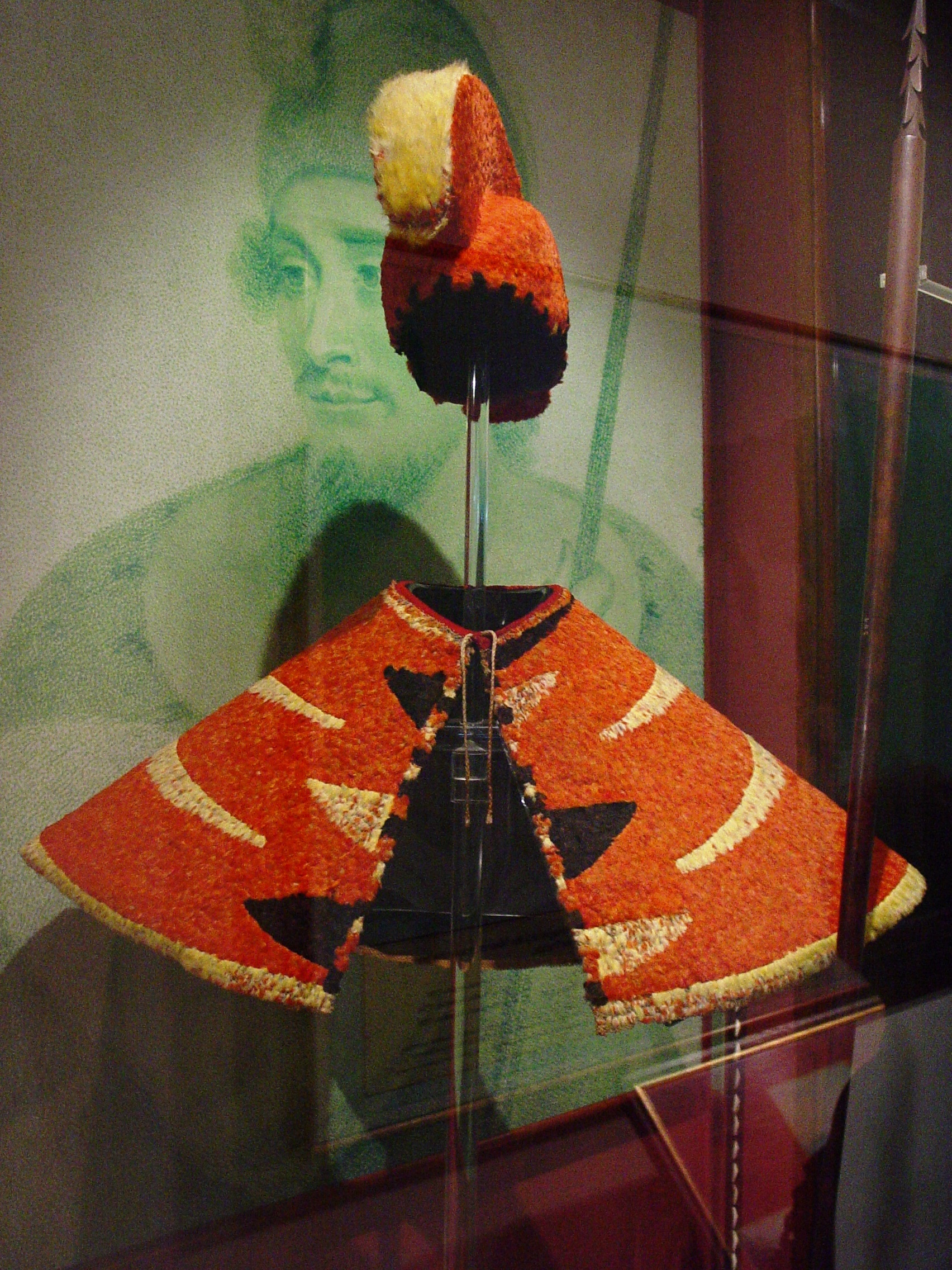
夏威夷皇室的羽毛斗篷（'ahu 'ula）和頭盔。

### 克萊德瀑布號
從1968年至2008年9月期間，畢夏普博物館擁有克萊德瀑布號，該船是世界現存最古老的帆動油輪，曾停泊於夏威夷海事中心。然而，在2007年初，由於安全因素，船舶的公眾導覽因儲油槽嚴重惡化需要修復而被關閉，這些儲油槽經常導致船舶傾斜。海洋專家對船舶進行了全面檢查。從1998年至2008年，博物館支付了超過200萬美元的保護成本。
由於博物館表示，除非籌集到私人資金以建立永久保養基金，否則將在2008年底船隻沉沒。因此在2008年9月28日，所有權轉移至非營利組織「克萊德瀑布號之友」。該組織旨在對船隻進行修復。
同年十月，畢夏普博物館籌集60萬美元用於船隻保存。然而，實際上只有約一半款項用於船身，並且該款項還被用於被確認會損害船體完整性的噴砂處理。媒體還強調了其他具有爭議性的支出決策。

## 外部連結
- 官方网站
- Publications online （页面存档备份，存于）
- Official website of the Amy B.H. Ethnobotanical Garden （页面存档备份，存于）
- J. Linsley Gressitt Center for Research in Entomology
- Pacific Science Association （页面存档备份，存于）
- 美国历史建筑调查（HABS） No. HI-25, "Bishop Museum, Bishop Hall, Likelike Highway, Honolulu, Honolulu County, HI", 2 photos, 1 photo caption page
  - HABS No. HI-26, "Bishop Museum, Main Building, Likelike Highway, Honolulu, Honolulu County, HI", 11 photos, 1 photo caption page